# Dennis Smith (Dartspieler)
Dennis Smith (* 2. August 1969 in Reading) ist ein ehemaliger englischer Dartspieler, der ab 1994 bei der Professional Darts Corporation (PDC) aktiv war. Sein Spitzname lautet „Smiffy“. Er war vor allem dafür bekannt, dass er sich mit den extrem heißen Temperaturen bei den TV-Bühnenspielen sehr schwer tat. Ebenfalls dürfte seine Wurftechnik im Profibereich ziemlich einzigartig sein, bei der er den Dart zuerst mit dem Flight zum Board hält, bevor er ihn dann vor dem eigentlichen Wurf wieder in die richtige Position mit der Spitze zuerst dreht, um dann zu werfen.

## Karriere

### Anfänge (1994–1999)
Dennis Smith war ab 1994 Mitglied der PDC und galt dabei als einer der treuesten Akteure. Zu Beginn seiner Karriere konnte er sein Spiel mit Hilfe von Phil Taylor und Bob Anderson deutlich verbessern. Sein erstes großes Turnier hier war das World Matchplay 1994.
Er gab dann bei der WDC World Darts Championship 1995 sein Debüt. In der damals üblichen Gruppenphase bezwang er zunächst Alan Warriner und Tom Kirby. Im Viertelfinale unterlag Smith aber John Lowe.
Nachdem er zunächst ein paar kleinere Turniere gewinnen konnte, wurde es dann lange Zeit still um ihn. Zu Smiths größten Erfolgen zählten in den 1990er-Jahren zwei WM-Viertelfinale und einmal das Viertelfinale beim World Matchplay 1996. Bei letzterem bezwang er den bereits mit Dartitis hadernden Eric Bristow und auch John Lowe, bevor er gegen Jamie Harvey verlor.

### Karrierehöhepunkt (2000–2004)
Ab dem Jahr 2000 tauchte er dann wieder öfter im Viertel- bzw. Halbfinale der größeren Turniere auf, wobei sein größter Erfolg sicherlich das Erreichen des Halbfinales der PDC-Weltmeisterschaft 2000 mit Siegen über Cliff Lazarenko, John Part und John Lowe gewesen sein dürfte. Hier verlor er allerdings mit 0:5 gegen den späteren Turniersieger Phil Taylor. 2001 legte er sein zweites Viertelfinale beim World Matchplay und ein Halbfinale beim World Grand Prix nach.
2002 gehörte Smith dann zu den Viertelfinalisten des World Grand Prix und erreichte auch bei der folgenden Weltmeisterschaft die Runde der letzten Acht. 2003 folgten Viertelfinale beim Las Vegas Desert Classic, dem World Matchplay und erneut beim World Grand Prix. 2004 gab es für Smith nur ein TV-Viertelfinale, beim Desert Classic in Las Vegas. Dafür gelang ihm aber der Titelgewinn beim Vauxhall Autumn Pro, einem regionalen Turnier.

### Gelegentliche Highlights (2005–2015)
2005 stand Smith dann wieder im Viertelfinale des World Matchplay und drang beim World Grand Prix 2005 sogar bis in die Vorschlussrunde vor. Die Weltmeisterschaft 2006 bescherte ihm ein Achtelfinale. Darauf folgte jedoch ein Jahr mit vielen mageren Ergebnissen und einer verpassten Qualifikation für die Weltmeisterschaft. 2007 erreichte er beim Las Vegas Desert Classic erneut das Viertelfinale, wobei er nur sehr knapp mit 9:10 gegen den Vorjahressieger John Part unterlag. Zuvor konnte er Dennis Priestley und Darin Young besiegen.
Nachdem Smith sich 2008 nach einem mühsamen Jahr mit dem Gedanken beschäftigt hatte, sein Mitwirken am professionellen Dartsport zu beenden, gewann er  den PDPA Qualifier für die PDC-Weltmeisterschaft. Hierbei bezwang er in der ersten Runde überraschend Terry Jenkins und anschließend Kevin McDine noch mit 4:3, obwohl er bereits mit 0:3 in den Sätzen zurückgelegen hatte. Letztlich verlor Smith in der dritten Runde gegen Mervyn King mit 4:1. Im Jahr 2009 kam Smith nicht über ein paar Achtelfinale hinaus. 2010 lief es mit einem Endspiel, zwei Viertelfinale und einer Platzierung unter den letzten 32 der UK Open wieder besser.
Die Weltmeisterschaft 2011 endete für Smith allerdings schon in der ersten Runde. In den folgenden zwölf Monaten fügte er ein Viertelfinale auf der Pro Tour und eine weitere Qualifikation zur Weltmeisterschaft hinzu. 2012 erreichte Smith ein Finale und erneut die Letzten 32 der UK Open. Außerdem gelang die Qualifikation für ein Event auf der European Tour.
2013 war er gleich bei vier Turnieren dieser Serie dabei und spielte sich bei den Austrian Darts Open bis ins Viertelfinale. So gelang ihm die direkte WM-Qualifikation, doch Adrian Lewis setzte sich in Runde eins klar gegen ihn durch. Mehrere Auftritte auf der European Tour und einige Achtelfinale bei Players Championships waren die größten Erfolge in den kommenden zwei Jahren.

### Kampf um die Tourkarte (2016–2020)
Das war zu wenig, um die Tourkarte zu behalten, doch Smith holte sie sich umgehend bei der Q-School 2016 zurück. Auf der somit anstehenden PDC Pro Tour konnte er lediglich 5.500 Pfund einstreichen, darunter ein Achtelfinale. Bei der PDC Pro Tour 2017 waren es nur noch rund 3.000 Pfund und bei der Q-School 2018 kam er nicht mehr in die Nähe einer Tour Card.
Auch 2019 und 2020 ist es ihm nicht gelungen, sich eine neuerliche Profi-Spielberechtigung zu sichern. Die Teilnahme an der PDC Q-School 2020 bleibt bis heute seine letzte Teilnahme an einem PDC-Turnier.

## Weltmeisterschaftsresultate

### PDC
- 1995: Viertelfinale (0:4-Niederlage gegen  John Lowe)
- 1996: Gruppenphase (0:3-Niederlage gegen  John Lowe und 1:3-Niederlage gegen  Tom Kirby)
- 1997: Gruppenphase (3:0-Sieg gegen  Kevin Spiolek, aber 2:3-Niederlage gegen  Keith Deller)
- 1998: Gruppenphase (3:1-Sieg gegen  Kevin Spiolek, aber 0:3-Niederlage gegen  Phil Taylor)
- 1999: Viertelfinale (0:4-Niederlage gegen  Peter Manley)
- 2000: Halbfinale (0:5-Niederlage gegen  Phil Taylor)
- 2001: Achtelfinale (2:3-Niederlage gegen  John Part)
- 2002: Achtelfinale (1:6-Niederlage gegen  Ronnie Baxter)
- 2003: Viertelfinale (3:5-Niederlage gegen  Phil Taylor)
- 2004: Achtelfinale (3:4-Niederlage gegen  Bob Anderson)
- 2005: 3. Runde (2:4-Niederlage gegen  Bob Anderson)
- 2006: Achtelfinale (3:4-Niederlage gegen  Peter Manley)
- 2009: Achtelfinale (1:4-Niederlage gegen  Mervyn King)
- 2011: 1. Runde (0:3-Niederlage gegen  Andy Hamilton)
- 2012: 1. Runde (0:3-Niederlage gegen  Simon Whitlock)
- 2014: 1. Runde (0:3-Niederlage gegen  Adrian Lewis)